# Iron Mountain Lake
Iron Mountain Lake – miasto w Stanach Zjednoczonych, w stanie Missouri, w hrabstwie St. Francois.